# 坂田正治
坂田 正治（さかた まさじ、1942年(昭和17年) - ）は、日本のドイツ文学者、熊本大学名誉教授。
熊本県生まれ。1967年東京大学文学部独文学科卒業。1969年同大学院修士課程修了、熊本大学法文学部講師、文学部助教授、1994年教授、文学部長、2008年定年退任、名誉教授。ゲーテ時代のドイツ抒情詩専攻。

## 著書
- 『クロプシュトックの抒情詩研究』近代文芸社、1996
- 『エロースへの招待』石風社、2001
- 『ゲーテと異文化』九州大学出版会、2005
- 『バラードの競演 ゲーテ対シラー』九州大学出版会、2007
- 『たはけのたはごと』創言社、2008

### 翻訳
- ゲールハルト・シュトルツ『詩とリズム ドイツ近代韻律論』九州大学出版会、1978

## 参考
- 石風社
- 日本独文学会
- 坂田正治教授略歴並びに業績 熊本大学文学部論叢